# Уго Берлі
Уго Берлі (ісп. Hugo Berly, 31 грудня 1941, Сантьяго — 24 грудня 2009, Вашингтон) — чилійський футболіст, захисник.
Виступав, зокрема, за клуби «Аудакс Італьяно» та «Уніон Еспаньйола», а також національну збірну Чилі.

## Клубна кар'єра
У дорослому футболі дебютував 1960 року виступами за команду «Сантьяго Вондерерз», з якою 1961 року він виграв Кубок Чилі, після чого на початку 1964 року перейшов до команди «Аудакс Італьяно», в якій провів наступні шість сезонів.
До складу клубу «Уніон Еспаньйола» приєднався 1971 року, де грав до кінця своєї кар'єри в 1977 році. З командою він тричі вигравав чемпіонат Чилі в 1973, 1975 і 1977 роках і дійшов до фіналу Кубка Лібертадорес 1975 року.

## Виступи за збірну
Не провівши жодного матчу у складі національної збірної Чилі, Берлі був включений до заявки на чемпіонат світу 1966 року в Англії, де, втім теж на поле не вийшов. Дебютував в офіційних матчах за збірну лише наступного року, 15 серпня 1967 року в поєдинку проти Аргентини (1:0).
Останній раз Берлі зіграв за збірну 26 квітня 1974 року в товариському матчі проти Гаїті (0:0), провівши загалом 10 матчів за національну команду.

## Подальше життя
У 1983 році він виїхав до США. Там він продовжував футбольну діяльність, працюючи коментатором та футбольним тренером для латиноамериканської громади, що проживає в Північній Америці.
Берлі помер 24 грудня 2009 року в Вашингтоні, округ Колумбія, о 20:30 (UTC-3) на Святвечір за тиждень до свого 68-річчя від рідкісного захворювання мозку.

## Титули і досягнення
- Чемпіон Чилі (3):

«Уніон Еспаньйола»: 1973, 1975, 1977
- Володар Кубка Чилі (1):

«Сантьяго Вондерерз»: 1961